# Mission San Francisco
El USNS Mission San Francisco (T-AO-123) fue un petrolero de la clase Mission Buenaventura que sirvió en la Armada de los Estados Unidos. El barco fue originalmente planeado como USS Contoocook (AO-104) para la Armada de los Estados Unidos, pero su adquisición fue cancelada. El barco, un petrolero Tipo T2-SE-A3, fue completado como SS Mission San Francisco y entregado después del final de la Segunda Guerra Mundial. 
El petrolero fue adquirido por la Armada de los Estados Unidos en 1947 como USS Mission San Francisco (AO-123), pero fue transferido al Servicio de Transporte Marítimo Militar (MSTS) tras su creación en 1949. Durante una segunda temporada con el MSTS que comenzó en 1954, el Mission San Francisco chocó contra el carguero Elna II en la costa del río Delaware y fue declarado insalvable por la Armada de los Estados Unidos. El barco fue uno de los dos buques de la Armada de los Estados Unidos que llevan el nombre de la misión franciscana de San Francisco de Asís ubicada en San Francisco, California.

## Hundimiento
El 20 de octubre de 1956, la Armada lo readquirió y lo puso nuevamente en servicio con MSTS y lo fletó a Mathiasens Tanker Industries. Su período de servicio con MSTS fue breve. El 7 de marzo de 1957, mientras navegaba por New Castle, Delaware, chocó con el carguero liberiano Elna II. El impacto de la colisión provocó que el Mission San Francisco se incendiara y explotara, partiéndolo en dos. La explosión mató a 10 hombres, incluido su capitán, el capitán William Allen. Inmediatamente después de la colisión, el Elna II retrocedió, pero en sus intentos de evitar el casco en llamas encalló. Debido al mal tiempo, los intentos de rescate fueron lentos, pero todos los que estaban a bordo del Elna II y los sobrevivientes del Mission San Francisco fueron rescatados por la Guardia Costera de los Estados Unidos. Declarado insalvable por la Armada, el Mission San Francisco fue eliminado del Registro de Buques Navales el 20 de marzo de 1957.